# Энгельгардт, Георг Бенедикт фон
Георг Бенедикт фон Энгельгардт (нем. George Benedict von Engelhardt; 26 ноября 1760, усадьба Грюнвальд, ныне Шедерская волость Илукстского края, Латвия — 12 марта 1822, Митава) — курляндский государственный деятель. Брат Григория Энгельгардта.
Родился в семье Герхарда Михаэля фон Энгельгардта (1734—1813), полковника на польской службе. Получил домашнее образование, в 1778—1782 гг. изучал право в Кёнигсбергском университете. С 1782 г. несколько раз был депутатом курляндского ландтага, в 1786—1796 гг. ассистент в Сельбургском суде, находившемся в Якобштадте. В 1796 г. советник Курляндского судебного присутствия в Митаве. В 1797 г. капитан (наместник центральной курляндской администрации) в Скрунде, в 1797—1803 гг. — во Фридрихштадте, затем оберкапитан в Гольдингене (1803—1804), Сельбургский оберкапитан в Якобштадте (1804—1807). В 1812 г. при занятии Курляндии французскими войсками был назначен прокурором просуществовавшего несколько месяцев Герцогства Курляндского, Семигальского и Пильтенского. В 1815—1822 гг. советник Курляндского губернского суда в Митаве. В 1818 г. возглавил губернскую комиссию по законоуложению. Под редакцией Энгельгардта было составлено «Курляндское законоположение о крестьянах на переходный период» (нем. Kurländische Bauer-Verordnung für den transitorischen Zustand; 1818). В 1819 г. выступал в Курляндском обществе литературы и искусства против германизации латышей.
Женат на Элизабет фон Штемпель, две дочери. Старшая дочь, Аполлония (1789—1870), замужем за Готхардом фон Бистрамом (1777—1841), преемником Энгельгардта в должности сельбургского оберкапитана; их дети — курляндский юрист Конрад фон Бистрам (1816—1890) и генерал русской службы Родриг Бистром. Младшая дочь, Фридерика (1793—1870), замужем за Иоганном фон Майделем (1790—1829), сын — генерал русской службы Егор Майдель.